# 過年度生
過年度生（かねんどせい）とは、下級学校を卒業後、1年以上経過して入学しようとする人の総称である。過年度卒業生、過年度卒業者などともいう。

## 概要
既卒者（きそつしゃ）とも呼ばれるが、これは下級学校卒業生のみならず、「既卒者の再入学」などの文脈で、同等学校卒業生をさす場合もある。対義語は「現役生」・「卒業予定者」・「卒業見込者」または「飛び入学者」である。
東大、京大、医学部等の上位国立大では、浪人を経ての合格者は例年4割程度である。
同様な概念に、小学校就学を標準よりも遅らせる「就学猶予」や、学校在学中に年度の変わり目に進級しない「原級留置」がある。なお、原級留置した学生を指して「過年度生」と呼ぶ場合もある。

## 用語
過年度生は、類型によっては、特有の呼称が広く使われている。
1. 卒業後に進学せず、これから入学しようとする人
例えば、全ての受験校の入学試験に不合格となったり、入学試験に合格したが、進学しなかったりしたため、これから入学しようとする人の場合である。過年度生の最も多いパターンである。このように、卒業後、1年以上経過して、入学しようとする人のことを「浪人生（ろうにんせい）」、「浪人（ろうにん）」と言う。予備校に在籍している場合は「予備校生」といわれ、在籍せずに自宅で学習する場合は「自宅浪人」（宅浪）といわれる場合も多い。浪人した年数は「一浪、二浪、…」と数え、三浪以上の場合は「多浪」という。半年浪人することを「0.5浪」と表現する人もいる。中学校卒業後、高等学校や高等専門学校などへの進学をする際の浪人のことは「中学浪人」と呼ぶ場合もある（中学校を卒業した上での浪人であるため）が、「高校浪人」と呼ぶ場合もある。高校卒業後、大学への進学をする際の浪人のことは「大学浪人」と呼ぶ場合が多いが、「高校浪人」と呼ぶ場合もある。「高校浪人」という言葉は、中学浪人という意味にも、大学浪人という意味にも使われ、曖昧である。
2. 卒業後、進学したが、これから他校等へ入学し直そうとする人
例えば学校に入学したが、「その学校では満足できなかった」場合や、「在学中に進路を変更したくなった（大学ならば学部・学科変更を指す）」、「総合選抜制度により合格はしたものの希望しない高校に回された[注釈 1]」などの理由で、在学中または卒業後や退学後などに志望校に新入学しようとする人の場合である。「再受験生」や「再入学者」といわれる。在学中でない場合は「浪人生」ともいわれ、在学中の場合は「仮面浪人」や「潜在浪人」や、単に「浪人生」ともいわれる。ただし高校以下では、同等学校卒業後の再入学ができない場合[注釈 2]もある。
3. 卒業後、進学せずに就職し、これから入学しようとする人
主に「社会人入学者」といわれる。なお、一般受験生と別枠の場合もあるため、募集要項の過年度生の部分に当てはまらない場合もある。

例えば、高校の募集要項に「○○年3月に中学校を卒業する見込みの者」としか書かれていない場合は現役生にしか受験資格がないが、「中学校を卒業した者」とも書かれていれば過年度生にも、卒業時期が日本と違う学校を卒業した帰国生徒にも受験資格がある。ただし、「○○年3月に中学校を卒業する見込みの者」と書かれていた場合でも、学校によっては（非公式な）年齢の上限がある場合もあるので、現役生であっても高年齢だと受験できない場合もある。
また、公式文書では卒業生の進路の表記で、上級学校進学者に対して「現役生」と「過年度生」の二つの用語で分類する場合が多いが、一般の受験関連書誌では、過年度生を「浪人」と書き換えている場合がある。

### 用語の歴史
「浪人生」という用語は、明治中期ごろから使われ始めた。

昔は、旧制高等学校卒業者のうち希望の大学学部学科に進学できなかった過年度生を、旧制高校の制帽に白い線が入っていたことにちなんで「白線浪人」といっていた。第二次世界大戦後に学制改革が実施された時期には白線浪人が多数発生し問題となった。

## 学校制度
日本の学校制度では、飛び級経験者などの例外を除き、全ての過年度生はストレートの生徒（就学猶予、原級留置、過年度進学などを経験しなかった生徒）より、4月1日時点で1歳以上高年齢であるが、高年齢生徒には留年・以前の入学時の浪人の経験者なども存在するため、高年齢の生徒の全てが過年度生であるとは限らない。例えば、下級学校の卒業以前に原級留置（留年）や就学猶予を経験していたり、下級学校の入学時点で過年度生であったり、外国の学校に在学していたりしたために他の生徒より年齢が高い状態で、卒業後すぐに（現役で）入学しようとする場合は「高年齢の現役生」に分類され、過年度生には含まれない。ただし、年齢主義と課程主義の存在のため、高年齢の現役生は実質的に多くの面で過年度生と類似している。
認定こども園を含む幼稚園、小学校、中学校など、中学校以下の学校では、下の学年を履修していなくても、実務上は所属できる最高学年（いわゆる「年齢相当学年」）に編入学できる。こういった、高年齢児童生徒の飛び級ができる場合がある事が、学齢期（15歳以下）の学校に共通する特徴である。しかし、高等学校、高等専門学校、大学（短期大学を含む）など、高等学校以上の学校では、年齢が高くても、夜間学校などの例外がない限り、以前に同等学校での履修した成績評価がない限り、1年生から履修しなければならない。
学校教育法などでは、諸学校の入学年齢/卒業年齢には上限は設けていない（ただし、幼稚園は法的上限があるとも解釈できる）。日本では、中等教育までは就学猶予・原級留置・過年度進学などが数少ないため、外見上上限があるように見えるだけである。しかしながら義務教育制度という関係上、ほとんどの学齢児童が6歳から就学し、15歳で中学校を卒業するということが常識のようになっており、学齢を過ぎた人の入学・在学は、通常の小中学校や関係機関などの現場ではほとんど想定されていない。

## 生活上の現役生との相違点
入学後に、過年度生であるからといって特段の違いが生じるわけではないが、最低年齢ではないという理由から違いが生じる場合がある。過年度生や留年経験者に代表される高年齢の生徒は、必ずしも一般の生徒と同様な学校生活を過ごせるわけではない。特に甲子園やその他の小中高生体育大会などでは、年齢が上がると一般的に体格が向上して有利になることから、過年度生などの高年齢生徒の参加を規制している場合が多い。また、数学オリンピックもスポーツと同様に20歳未満までとの制限があり、国際化学オリンピックの前哨戦である全国高校化学グランプリも同様に20歳未満までとの制限がある。卒業後の就職（就職活動）においても、民間企業のいわゆる採用試験や公務員試験では、年齢が高いほど不利になる場合がある。これらの問題に関しては、「年齢主義と課程主義」で詳述する。

## 年齢基準の統計
後期中等教育（高等学校など）以上の学校では文部科学省による卒業年度基準の過年度生統計が存在するが、前期中等教育（中学校など）以下の学校では存在しないため、この段落ではやむを得ず国勢調査による年齢基準の在学生統計を使用して数値を表記している。なお、後期中等教育以上の卒業年度基準の統計は#学校種ごとの実態と統計に表記してある。2000年9月30日時点の国勢調査の、小学校と中学校と盲学校・聾学校・養護学校の小学部 / 中学部の16歳以上の児童生徒を合計すると4万9254人である。全児童生徒に対する比率は0.42%である。小学校 / 小学部と、中学校/中学部は一緒に統計されているため分離できない。詳細は「年齢主義と課程主義」を参照。

## 学校種ごとの実態と統計
特記なき場合は本科のみ。

### 小学校
公立小学校は、小学校の学齢期の人（学齢児童）であれば、所属できる最高学年に容易に編入学できるが、学齢を超えた人は教育委員会の特別な許可が無ければ新入学・編入学できない（継続在学は許可不要）。諸外国では年齢が高い人の入学も多いが、日本では小学校の就学年齢（6歳）を超えてからの新入学、小学校の学齢（12歳）を超えてからの新入学・編入学は、帰国生徒などの場合を含めても不可能な場合が多い。
日本では公立小学校に対しては厳格な年齢主義で運用されており、就学猶予者、帰国子女、長期欠席者などの場合には、所属できる最高学年より下の学年に所属する場合もあるが、そういった事情が無い限り、原則的に、所属できる最高学年に所属することになる。
なお八木下浩一の例では、脳性麻痺の障害があったために就学を長い間断られていたが、入学運動によって1970年に29歳で入学した。
私立小学校・国立小学校についてもほぼ同等であると思われる。ただし、学齢超過者でも教育委員会の許可は不要である。

### 中学校

#### 全日制（昼間）中学校
国立中学校は、私立校と同様に中学受験の対象となるが、募集要項で過年度生受験や高年齢生徒受験を禁止している場合が多い。ただし帰国生徒の場合は年齢制限に1年程度幅を持たせている場合がある。学齢超過者でも教育委員会の許可は不要である。
公立中学校は、中学校の学齢期の人（学齢生徒）であれば、所属できる最高学年に容易に編入学できるが、学齢を超えた人は教育委員会の特別な許可が無ければ新入学・編入学できない（継続在学は許可不要）。帰国生徒、就学猶予者、病気療養者などの、国内や海外の下級学校を卒業して現役で入学する高年齢の現役生は少数ながら存在するが、そういった事情が無い学齢を超えた人の新入学・編入学は、一部に例外的な受け入れがあるのみで門戸は狭く、帰国生徒ですら、学齢を超過していると都道府県によっては入学できない場合がある。
日本では全日制（昼間）課程の公立中学校に対しては厳格な年齢主義を取っており、就学猶予者、帰国生徒、病気療養者などの場合には、所属できる最高学年より下の学年に所属する場合もあるが、そういった事情が無い限り、原則的に、所属できる最高学年に所属することになる。
私立中学校は、大部分の学校では過年度生には受験資格が無いため、これを根拠として「中学受験での浪人は不可能である」との記述が見られる場合があるが、一部の学校では1年度超過の過年度生の受験を認めている。しかし2年度以上超過の過年度生が受験できる学校はまれである。過年度生が新入学試験に合格して入学する場合は、編入学試験ではないので、当然ながら所属できる最高学年への編入学ではなく、1年生に新入学することになる（それまで公立中などに在籍していた場合は、一時的に仮面浪人していたと見ることもできる）。学齢超過者でも教育委員会の許可は不要である。
一般的な中学受験案内書には、過年度生の受験可否はまず載っていない。ただし国立中学校については、過年度生あるいは高年齢志願者の制限について募集要項の通りに記載している本もある。

#### 夜間中学校・通信制中学校
現在は学齢超過者が主対象のため、例外を除き全員が過年度生である。在日韓国・朝鮮人の中高年女性や、戦争の影響で小中学校に行けなかった人など、50代から80代の生徒も多いが、一方で元長期欠席者の受け皿として、10代や20代の生徒も増加している。ただし、形式的であってもすでに中学校を卒業している場合は入学できない場合もある。

### 中等教育学校
前期課程は中学校と同様であり、後期課程は高等学校と同様である。ただし、数が少ないため中等教育学校特有の傾向があるかは不明である。

### 特別支援学校
1979年に養護学校が義務教育が実施できる学校となったが、それ以前には就学免除となる障害児が多かった。そういった理由があるため、義務化以前に学齢期を過ごした重度障害者は未就学のままである例も多い。それらの人に対して「学びの取り戻し」として入学を許可する例が増えてきている。
また、学齢を超過した在宅の重度障害者に対しても、訪問教育を行なっている場合がある。

### 高等学校

#### 全日制高校

##### 傾向
国立高校（国立大学附属学校）は、私立校と同様に入学可の学校と入学不可の学校がある。また受験可否を現浪ではなく生年月日で指定している場合もある。
私立高校は、過年度生も入学可の学校も一部あるが、1年度ないし2年度の経過の場合のみ入学可の学校や、入学不可の学校も多い。傾向的には、入学偏差値が高いほど、つまり名門校と言われているほとんどの進学校では過年度生の入学が不可能な学校が多い。また、それらのいわゆる名門校の中には、高校募集がない「完全中高一貫校」も多い（この場合は過年度生のみならず中卒現役生でも入学できない）。
上記の様に過年度生が入学できない場合があるため、そういった人を対象にして、高校への過年度生入学について扱っている書籍が発行されている（以下を参照）。
- 総ガイド高校新入学・転編入　全国版（オクムラ書店） ISBN 4860530268
日本全域の国公私立高校へのアンケートの結果をまとめている。過年度生受け入れ可否も記載。5000校へアンケートしたと書かれているが、実際に書かれているのは1000校程度である。
- 中学卒・高校中退からの進学総ガイド（オクムラ書店）ISBN 4860530357
高校以外の進路も書いてある。個別学校の過年度生受け入れ可否はない。
- 親子で選ぶ志望校高校受験学校生活ガイド 首都圏（清泉図書）ISBN 490144610X
この書籍には、首都圏のほとんどの私立高校の過年度生の受け入れ可否や、運転免許の取得可否などが記載されている。
- 高校受験案内 旺文社版 東京・神奈川・埼玉・千葉・茨城・栃木・山梨 2005年入試用（旺文社）ISBN 4010090928
各私立高校の一部に一浪受け入れの可否が掲載されている。
中学受験・高校受験パスナビにおいて同社の書籍と同じ情報が閲覧できる（ただし一浪受け入れ可否で検索することはできない）。

一般の高校受験案内書では、過年度生の入学可否が載っていないことも多い。載っていてもごく一部のみだったり（学研など）、一浪のみの記載だったり（上記の旺文社など）することもある。

##### 実情
- 旧制時代は高等小学校に一旦入学して再度受験するという者もかなりいた（栗林忠道、井上靖等）。また夏草冬濤に出てくるように留年する者も少なからずいた。
- 出身大学名よりも出身高校名が重視される地方では、進学校に不合格になった場合に浪人する生徒が多い。
- 宮崎県の私立えびの高原国際高等学校では、過年度生しか入学を認めていない。同校は中退者を主対象にしているためである。
- 大分県や秋田県など、私立の進学校が無い場合、県外の私立高校や県内の私立高校を避けて、浪人するケースがある。その場合、中学浪人生を対象とした全日制の予備校クラスが存在し、そこに通うことになる。
  - 前述の全日制の高校受験予備校生活を描いた漫画に盛田賢司の『チューロウ』がある。

過年度生の受験に当たっては、医師による健康診断書の提出を求める場合も多い。
2003年4月入学者123万4747人のうち、過年度の中学校卒業者、過年度の中等教育学校前期課程修了者は3415人である。すなわち過年度生は0.28%（+中学部など）存在する。大部分の学校では、過年度生は存在しないか少数である。

#### 定時制高校
2003年4月入学者3万3280人のうち、過年度の中学校卒業者、過年度の中等教育学校前期課程修了者は7893人である。すなわち過年度生は24%（+中学部など）存在する。現役生よりもむしろ過年度生の方が多い学校も多く、学校によっては成人特別入試として満20歳以上の出願者に学科試験無しでの入学を認めている場合がある。ただし中央大学高等学校のように、入試難易度が高くほぼ全員が現役生という場合もある。

#### 通信制高校
生涯学習などの観点から、基本的に年齢の上限はない。ただし、神奈川県横浜市にある学校法人大谷学園が運営する秀英高等学校と清心女子高等学校は、通信制高等学校にもかかわらず、入学に年齢制限がある。

#### 専攻科
工業高校の専攻科（短大・専門学校と同等）では、高校既卒の技術者を対象にした教育が行われており、40代ぐらいの生徒も多い。

### 高等専門学校
基本的には全日制高校と同様である。
2003年4月入学者1万1335人のうち、2003年3月の中学校卒業者は1万1279人である。すなわち過年度生・中等教育学校前期課程修了者・中検生などは0.49%存在する。（元統計では、入学者には5月1日時点の非在籍者は含まれていない）

### 専修学校

#### 高等課程（高等専修学校）
2003年4月入学者2万2929人のうち、2003年3月の中学校卒業者及び中等教育学校前期課程修了者は9894人である。すなわち過年度生・中検生などは57%存在する。

#### 専門課程（専門学校）
2003年4月入学者33万8264人のうち、2003年3月の高等学校及び中等教育学校（後期課程）卒業者は24万0792人である。すなわち過年度生・大検生などは29%存在する。

### 大学

#### 短期大学
2003年4月入学者11万3029人のうち、2003年3月の高等学校及び中等教育学校（後期課程）卒業者は10万3358人である。すなわち過年度生・大検生・外国学校卒業者などは8.5%存在する。過年度生の存在はかなり少数派ながら、ある程度一般的である。

#### 四年制以上の大学（学部）
2003年4月入学者60万4785人のうち、2003年3月の高等学校及び中等教育学校（後期課程）卒業者は46万6076人である。すなわち過年度生・大検生・外国学校卒業者などは23%存在する。また2003年度大学入試センター試験の現役志願率は34.3%である。四年制大学においては、過年度生の存在は比較的少数派ながら、ある程度一般的である。
六年制大学の医学部医学科、歯学部や薬学部、獣医学部など、医歯薬系の学科は難関であるため、他学部と比べて過年度生の比率が高い。2003年度の医学部医学科合格者の66%が過年度生である。最も過年度生が少ない大学は、東京大学理科三類（ほぼ全員が医学部医学科に進学する科類）で44%、最も多い大学は、杏林大学医学部で87%である。（いずれも河合塾調べ）
また、大学をすでに卒業した人は学士入学として中途の学年に編入できる（いわゆる過年度生ではない）。例えば、卒業した大学に置かれていない、あるいは在学中に修得しなかった課程（例えば教職課程）を通じて免許・資格を取得するために、卒業後に大学へ編入するケースは少なくない。この場合、既に就職している社会人については働きながら学業を進めるために、通信制（大学通信教育）を設置する大学を選ぶことが多い。

#### 飛び入学
一部の大学では高校2年修了時点での飛び入学を実施しているが、年齢の上限を設けている場合がある。千葉大学と名城大学では飛び入学の応募可能者を当該年度の4月1日時点で17歳の生徒に限定しているため、最年少の生徒しか応募できない。2005年から飛び入学を開始する成城大学、昭和女子大学では年齢の上限は設けていない。エリザベト音楽大学は不明。

### 大学院
大学卒業後に一旦就職し、しばらくたってから大学院に入学する人も多い。専門職学位課程の統計は人数が少ないので割愛。

#### 修士課程
過年度生の統計ではなく年齢の統計だが、2003年度入学者のうち5月1日時点での年齢は次の通り。21歳以下340人、22歳3万3343人、23歳1万9850人、24歳6320人、25歳2647人、26歳1537人、27歳1210人、28歳1064人、29歳982人、30歳-34歳3402人、35歳-39歳2019人、40歳-44歳1282人、45歳-49歳714人、50歳-54歳510人、55歳-60歳300人、61歳以上178人。

#### 博士課程
過年度生の統計ではなく年齢の統計だが、2003年度入学者のうち5月1日時点での年齢は次の通り。21歳以下1人、22歳10人、23歳109人、24歳3445人、25歳2945人、26歳1874人、27歳1441人、28歳1228人、29歳1154人、30歳-34歳3167人、35歳-39歳1258人、40歳-44歳670人、45歳-49歳410人、50歳-54歳274人、55歳-60歳157人、61歳以上89人。

### 大学の通信教育（再掲）
大学通信教育（短期大学および大学院における教育を含む）では、教員が他の教員免許状を取るために入学する場合も多い。
過年度生の統計ではなく年齢の統計だが、2003年度通信制大学（短大以外）入学者の年齢は次の通り。18-22歳20796人、23-24歳13383人、25-29歳36772人、30歳-39歳58920人、40歳-49歳29883人、50歳-59歳20294人、60歳以上10785人。

### 学校以外の教育訓練施設

#### 省庁大学校
大学校を規定する法令はなく、様々な組織形態の教育訓練施設が「○○大学校」と名乗っているので、入学対象者も一律ではなく、各大学校によって過年度生の扱いは異なる。ただし、主な入学対象者を高校新卒者としている省庁大学校のうち、学生身分が国家公務員である5大学校（防衛大学校 、防衛医科大学校、航空保安大学校、気象大学校、海上保安大学校）については、入学に年齢の上限がある（大学校一覧に記載）。

## 再入学制限
一部の校種では、すでに同種の学校を卒業した人の再入学を認めていない場合がある。特に小学校・中学校は同等学校既卒者の再入学が難しいとされる（年齢の問題も並行して存在している）ため、夜間中学再入学の際に問題となる。また高校でも、同じ学科に再入学することを規制するなど、制限を設けている場合がある（裁判例あり）。大学の場合は再入学規制はない場合がほとんどである（ただし、同種の学部・学科等への再入学ができない場合もある）。